# Междузвездни войни: Епизод IV – Нова надежда
„Междузвездни войни: Епизод IV – Нова надежда“ (на английски: Star Wars: Episode IV – A New Hope), е американска космическа опера с режисьор и сценарист Джордж Лукас, издадена през 1977 г. С нея започва създаването на поредицата „Междузвездни войни“. За да не обърква публиката, Лукас издава филма първоначално със заглавие просто „Междузвездни войни“ (на английски: Star Wars), а при преиздаването му през 1981 г. добавя подзаглавието, за да го вкара в поредица с излезлия през 1980 г. „Междузвездни войни: Епизод V – Империята отвръща на удара“. В България филмът излиза по кината за пръв път през 1982 г., с вече добавеното подзаглавие. Забележителен със своите специални ефекти, нестандартна режисура и научнофантастична история, филмът е един от най-успешните и значими филми за всички времена.
Действието се развива „преди много време, в една далечна галактика“, когато група борци за свобода, известни като Бунтовническия съюз, планира да разруши могъщата космическа станция „Звездата на смъртта“ – унищожително оръжие, създадено от злата Галактическа империя. Тези събития нарушават спокойния живот на младия фермер Люк Скайуокър, когато той се сдобива с тайните планове на „Звездата на смъртта“, пренасяни от два дроида. След като Империята започва жестоко и унищожително издирване на дроидите, Скайуокър решава да придружи рицаря джедай Оби-Уан Кеноби в рискованото му начинание да освободи собственика на дроидите – бунтовническия водач принцеса Лея Органа – и да спаси галактиката.
Продуциран с 11 млн. долара и пуснат на екран на 25 май 1977 г., филмът спечелва 460 милиона долара в САЩ и още 314 млн. долара по света, с което побеждава предишния рекордьор „Челюсти“, като най-печеливш филм за всички времена. Сред многото отличия, които получава, са и шест номинации за „Оскар“, в това число за най-добра поддържаща мъжка роля на Алек Гинес и за най-добър филм. Джордж Лукас преиздава филма няколко пъти, понякога със значителни промени. Най-забележителните версии са специалната редакция на филма от 1997 г. и версията за DVD от 2004 г., която е с компютърно подобрени специални ефекти, променен диалог и добавени сцени.

## Сюжет
Внимание:  Текстът по-долу разкрива сюжета на произведението (или части от него)!
| „          | Преди много време, в една далечна галактика... Води се гражданска война. Бунтовническият флот, нападайки от тайна база, удържа първата си победа над злата Галактическа империя. В хода на сраженията разузнаването на бунтовниците успява да се добере до тайните планове на „Звездата на смъртта“ – гигантска бойна космическа станция, разполагаща с огнева мощ, достатъчна да унищожи цяла планета. Преследвана от зловещите агенти на Империята, принцеса Лея бърза към дома с плановете на „Звездата на смъртта“, които могат да спасят народа ѝ и да донесат свобода на галактиката... | “ |
| Встъпление | |   |

Галактиката е в състояние на гражданска война. Разузнавачи на Бунтовническия съюз са откраднали планове на „Звездата на смъртта“ – космическа станция на Галактическата империя, способна да унищожи цяла планета. Бунтовническият водач принцеса Лея (Кари Фишър) притежава плановете, но нейният кораб е заловен от силите на Империята, командвани от злия лорд Дарт Вейдър (Дейвид Праус). Преди да бъде заловена, Лея скрива плановете в паметта на дроида R2-D2 (Кени Бейкър), заедно с холографски запис. Малкият дроид избягва на пустинната планета Татуин със своя другар, дроида C-3PO (Антъни Даниълс).
Двата дроида бързо са заловени от събирачи на отпадъци от народа на Джава, които ги продават на фермера Оуен Ларс и племенника му Люк Скайуокър (Марк Хамил). Докато Люк почиства R2-D2, той случайно задейства част от холографското съобщение на Лея, в което тя моли за помощ Оби-Уан Кеноби. Единственият „Кеноби“, когото Люк познава, е старият отшелник Бен Кеноби (Алек Гинес), който живее на близките хълмове; Оуен, от своя страна, отхвърля тази възможност, като предполага, че Оби-Уан е мъртъв.
По време на вечерята R2-D2 избягва, за да търси Оби-Уан. На следващата сутрин Люк и C-3PO излизат да търсят дроида и са пресрещнати от Бен Кеноби, който се разкрива, че е Оби-Уан и завежда Люк и дроидите в своя дом. Той разказва на Люк за своите дни на рицар джедай. Джедаите са били пазители на мира и справедливостта в Галактическата република, преди да бъдат унищожени от Империята. Оби-Уан разказва на Люк за тайнствено енергийно поле, наречено Силата, от което джедаите черпят своята сила. Той му дава светлинен меч – оръжието на джедаите – който е принадлежал на бащата на Люк, също джедай. Оби-Уан обяснява на Люк връзката с баща му и твърди, че баща му е предаден и убит от Дарт Вейдър – бивш ученик на Оби-Уан, който преминава на Тъмната страна на Силата. След това Оби-Уан преглежда съобщението на Лея, в което тя го моли да занесе R2-D2 и плановете на „Звездата на смъртта“ на нейната родна планета Олдерон, където нейният баща ще може да ги извлече и анализира. Оби-Уан моли Люк да изучи Силата. Той първоначално отказва, но когато впоследствие открива, че в търсене на двата дроида имперски щурмоваци са разрушили дома му и са убили неговите чичо и леля, Люк се съгласява да отиде с Оби-Уан до Олдерон и двамата, придружени от дроидите, отиват до космопорта в Мос Айсли, където наемат контрабандиста Хан Соло (Харисън Форд) и неговия партньор, уукито Чубака (Питър Мейхю), да ги транспортират до Олдерон с кораба си „Хилядолетния сокол“.
През това време Лея е затворена на „Звездата на смъртта“ и отказва да съобщи разположението на тайната бунтовническа база. Великият моф Вилхав Таркин (Питър Къшинг), главнокомандващ офицер на „Звездата на смъртта“ и съюзник на Вейдър, се опитва да измъкне информация от Лея, като я заплашва, че ще разруши Олдерон. Лея се преструва, че сътрудничи, но въпреки това Таркин разрушава планетата, за да покаже силата на новото имперско оръжие. По пътя към Олдерон на борда на „Хилядолетния сокол“ Оби-Уан започва да обучава Люк как да използва Силата, но старият джедай внезапно е съкрушен от тъга, когато чрез Силата усеща, че планетата е унищожена и милиони хора са убити. Когато „Хилядолетния сокол“ пристига на координатите на Олдерон, той намира само облак от прах. „Хилядолетния сокол“ проследява имперски изтребител до „Звездата на смъртта“, където е заловен с прехващащ лъч от станцията и изпратен в хангарния отсек. Групата избягва от „Хилядолетния сокол“ и се скрива в контролната зала, докато Оби-Уан се опитва да изключи прехващащия лъч. Докато чакат, Люк открива, че принцеса Лея е на борда и ще бъде екзекутирана. Той успява да убеди Хан и Чубака да му помогнат в спасяването ѝ с обещание за огромно възнаграждение и те заедно спасяват принцесата. Оби-Уан изключва прехващащия лъч и осигурява отстъплението на останалите към „Хилядолетния сокол“, като влиза в дуел със светлинни мечове с Дарт Вейдър. Докато останалите се качват на кораба, те виждат как Оби-Уан се жертва за тях, като позволява да бъде поразен от светлинния меч на Дарт Вейдър. Кеноби изчезва, а неговото празно наметало и изключеният му меч падат на земята.
„Хилядолетния сокол“ се отправя към бунтовническата база на Явин IV, където плановете на „Звездата на смъртта“ са анализирани и е открито нейно слабо място. За да го използват, е нужно изтребители с по един пилот да се промъкнат през безупречната отбрана на „Звездата на смъртта“ и да атакуват с протонни торпеда незащитена вентилационна шахта, водеща директно към реактора на станцията. Люк се присъединява към бунтовниците, докато Хан взима своята награда за спасяването на принцесата и напуска, въпреки молбата на Лея да остане и да се бие. „Звездата на смъртта“ пристига в системата на Явин IV, след като местоположението на базата става известно на Империята от проследяващото устройство, сложено от Дарт Вейдър на „Хилядолетния сокол“. Бунтовниците атакуват станцията, но силите им претърпяват тежки загуби и след няколко провалени атаки оцеляват само няколко пилоти. Вейдър се появява в имперски изтребител и начело на собствен отряд започва да напада бунтовническите кораби. Люк разбира, че е един от малцината оцелели пилоти, и започва атака, а Вейдър го преследва. В същото време „Звездата на смъртта“ се приближава до обхват за стрелба по Явин IV. Когато Вейдър е готов да стреля по изтребителя на Люк, неочавано се появява „Хилядолетния сокол“, който напада Вейдър и неговите хора и изважда изтребителя му от курса, преди Вейдър да успее да стреля по Люк. Направляван от гласа на Оби-Уан, който го съветва да използва Силата, Люк изключва прицелващия компютър и успешно изстрелва две протонни торпеда във вентилационната шахта, с което разрушава „Звездата на смъртта“ секунди преди тя да стреля по бунтовническата база. Вейдър си възвръща контрола над изтребителя, вижда унищожаването на „Звездата на смъртта“ и бяга в дълбокия космос. По-късно, на грандиозна церемония, принцеса Лея награждава с медали Люк и Хан за техния героизъм по време на битката.

## Актьорски състав
| Актьор                                                        | Роля                                                                           |
| ------------------------------------------------------------- | ------------------------------------------------------------------------------ |
| Марк Хамил                                                    | Люк Скайуокър – млад мъж от планетата Татуин                                   |
| Кари Фишър                                                    | Лея Органа – член на Галактическия сенат, един от бунтовническите водачи       |
| Харисън Форд                                                  | Хан Соло – контрабандист, собственик на „Хилядолетния сокол“                   |
| Питър Мейхю                                                   | Чубака – извънземно от планетата Кашуик, главен съдружник на Хан Соло          |
| Алек Гинес                                                    | Оби-Уан Кеноби – майстор джедай, живеещ като отшелник на планетата Татуин      |
| Антъни Даниълс                                                | C-3PO – дипломатически протоколен дроид                                        |
| Кени Бейкър                                                   | R2-D2 – дроид астромеханик                                                     |
| Дейвид Праус (герой) Джеймс Ърл Джоунс (гласът на този герой) | Дарт Вейдър – черен лорд на ситите, главен съюзник на император Палпатин       |
| Питър Къшинг                                                  | Вилхав Таркин – Велик моф на Империята и командир на първата Звезда на смъртта |
| Фил Браун                                                     | Оуен Ларс – чичо на Люк Скайуокър                                              |
| Шийла Фрейзър                                                 | Беру Ларс – съпруга на Оуен Ларс                                               |
| Еди Бърн                                                      | Ванден Уилард – генерал от бунтовниците                                        |
| Денис Лосън                                                   | Уедж Антилски – пилот от бунтовниците                                          |
| Гарик Хейгън                                                  | Бигс Дарклайтър – пилот от бунтовниците                                        |
| Дон Хендерсън                                                 | Касио Таг – генерал от Империята                                               |
| Лесли Скофийлд                                                | Морадмин Баст – генерал от Империята                                           |
| Ричард Лепарментие                                            | Конан Моти – адмирал от Империята                                              |
| Алекс Маккриндъл                                              | Джан Додана – генерал от Империята                                             |

## Български дублажи
| Озвучаващи артисти  | Ани Василева Димитър Иванчев Стефан Сърчаджиев-Съра Николай Николов Христо Узунов |
| Преводач            | Ирина Ценкова                                                                     |
| Тонрежисьор         | Цветомир Цветков                                                                  |
| Режисьор на дублажа | Димитър Кръстев                                                                   |

| Обработка              | Александра Аудио (2018) |
| ---------------------- | ----------------------- |
| Режисьор на дублажа    | Петър Върбанов          |
| Преводач               | Христо Христов          |
| Тонрежисьор            | Ангел Топорчев          |
| Изпълнителен продуцент | Васил Новаков           |

| Роля          | Изпълнител         |
| ------------- | ------------------ |
| Люк Скайуокър | Мартин Герасков    |
| Хан Соло      | Петър Бонев        |
| Таркин        | Любомир Младенов   |
| Лея           | Симона Нанова      |
| Беру          | Надежда Панайотова |
| Оуен          | Николай Пърлев     |
| Оби-Уан       | Веселин Калановски |
| C-3PO         | Георги Стоянов     |
| Дарт Вейдър   | Георги Тодоров     |